# Leucoagaricus pilatianus
Leucoagaricus pilatianus är en svampart som först beskrevs av Demoulin, och fick sitt nu gällande namn av Bon & Boiffard 1976. Leucoagaricus pilatianus ingår i släktet Leucoagaricus och familjen Agaricaceae.   Inga underarter finns listade i Catalogue of Life.